# Stefano Raffaele
Stefano Raffaele (Milano, 15 marzo 1970) è un fumettista italiano.

## Biografia
Stefano Raffaele fa il suo debutto nel mondo del fumetto nel 1994, sul numero 4 di Lazarus Ledd, di cui diviene successivamente copertinista.
Nel 1995, dopo la miniserie Il Potere e La Gloria, per la Liberty, parte per gli Stati Uniti dove lavora su numerose altre serie, quali Eternal Warrior, X-O Manowar, New Gods, Birds of Prey, Batman, X-Men, X-Factor, Conan il Barbaro.
Nel 2001 disegna Arkhain, una miniserie pubblicata da Marvel Italia.
Nel 2002 realizza per la Dark Horse la miniserie “The Blackburne Covenant” e il primo numero di “Hellboy: Weird Tales”. Nel 2004 è la volta della miniserie “Hawkeye” per la Marvel.
È anche l'autore della serie horror Fragile sulla rivista Métal Hurlant.
Dal 2007 lavora con Christophe Bec sulle serie Pandemonium (2007), Sarah (2008), Under (2010), Prométhée (2011), Deepwater Prison (2014), Sanctuaire: Genesis (2015), Olympus Mons (2016) e Spider (2019) co-scritto da Giles Daoust.
Ad ottobre 2017, per la Marvel Comics, partecipa al crossover Generations con il one-shot Generations: Hawkeye & Hawkeye 1, scritto da Kelly Thompson.
Ad ottobre 2018, sempre per la Marvel Comics, disegna il numero 1 di Marvel Zombie, per il reboot della collana, scritto da W. Maxwell Prince.
Per la DC Comics partecipa alla graphic novel Suicide Squad: Hell to Pay, stampata a febbraio 2019, scritta da Jeff Parker.
A novembre 2019, per la Marvel Comics, disegna il numero 1 di Absolute Carnage: Weapon Plus.
A maggio 2020 realizza la trasposizione a fumetto del romanzo "The Wandering Earth", di Liu Cixin. Il graphic novel di 120 pagine, scritto da Christophe Bec, viene stampato in Cina dalla FT Culture e la Citic Publishing Group.